# 우간다 축구 국가대표팀
우간다 축구 국가대표팀(영어: Uganda national football team)은 우간다를 대표하는 축구 국가대표팀으로 우간다 축구 연맹에서 운영하고 있다. 1926년 5월 1일 케냐와의 국제 A매치 데뷔전에서 1-1로 비겼으며 홈 구장으로는 만델라 국립경기장을 사용하고 있다.

## 국제 대회 경력

### FIFA 월드컵
현재까지도 월드컵 본선 경험은 전무하며 그나마 2018년 FIFA 월드컵 아프리카 지역 2차 예선에서 토고에 2연승을 거두며 우간다 축구 역사상 첫 월드컵 지역 최종 예선 진출의 쾌거를 이뤄냈고 최종 예선에서도 2승 3무 1패·E조 2위에 오르며 우간다 축구 역사상 월드컵 지역 예선 역대 최고 성적을 남겼다.

### 아프리카 네이션스컵
아프리카 네이션스컵 본선에는 7번 출전하여 이 중 1978년 대회에서 준우승을 차지했고 2019년 대회에서는 16강에 진출하면서 2000년대에 들어선 이후 가장 좋은 성적을 거두었다. 

### 아프리카 네이션스 챔피언십
자국 리그에서 활동하는 선수들만 참가할 수 있는 아프리카 네이션스 챔피언십 본선에는 5번 출전하여 4번의 대회에서 모두 조별리그 탈락의 쓴 잔을 마셨다. 그래도 2014년 대회 B조 조별리그 첫 경기에서 부르키나파소를 2-1로 꺾고 대회 통산 첫 승을 올렸다.

## 기타 국제 대회 경력
1989년 피스 앤 프렌드십컵에서는 준우승을 차지했고 세카파컵에서는 39번의 대회 중 무려 14번의 우승컵을 들어올리면서 이 대회 최다 우승 타이틀을 보유하고 있으며 준우승도 B팀을 포함해 5번 차지하면서 모든 국제 대회를 통틀어 역대 최고 성적을 남겼다.

## FIFA 월드컵 (본선)
| 년도   | 결과      | 순위      | 경기      | 승        | 무*       | 패        | 득점      | 실점      | 승점      |
| ------ | --------- | --------- | --------- | --------- | --------- | --------- | --------- | --------- | --------- |
| 1930년 | 독립 이전 | 독립 이전 | 독립 이전 | 독립 이전 | 독립 이전 | 독립 이전 | 독립 이전 | 독립 이전 | 독립 이전 |
| 1934년 | 독립 이전 | 독립 이전 | 독립 이전 | 독립 이전 | 독립 이전 | 독립 이전 | 독립 이전 | 독립 이전 | 독립 이전 |
| 1938년 | 독립 이전 | 독립 이전 | 독립 이전 | 독립 이전 | 독립 이전 | 독립 이전 | 독립 이전 | 독립 이전 | 독립 이전 |
| 1950년 | 독립 이전 | 독립 이전 | 독립 이전 | 독립 이전 | 독립 이전 | 독립 이전 | 독립 이전 | 독립 이전 | 독립 이전 |
| 1954년 | 독립 이전 | 독립 이전 | 독립 이전 | 독립 이전 | 독립 이전 | 독립 이전 | 독립 이전 | 독립 이전 | 독립 이전 |
| 1958년 | 독립 이전 | 독립 이전 | 독립 이전 | 독립 이전 | 독립 이전 | 독립 이전 | 독립 이전 | 독립 이전 | 독립 이전 |
| 1962년 | 독립 이전 | 독립 이전 | 독립 이전 | 독립 이전 | 독립 이전 | 독립 이전 | 독립 이전 | 독립 이전 | 독립 이전 |
| 1966년 | 불참      | 불참      | 불참      | 불참      | 불참      | 불참      | 불참      | 불참      | 불참      |
| 1970년 | 불참      | 불참      | 불참      | 불참      | 불참      | 불참      | 불참      | 불참      | 불참      |
| 1974년 | 불참      | 불참      | 불참      | 불참      | 불참      | 불참      | 불참      | 불참      | 불참      |
| 1978년 | 예선 탈락 | 예선 탈락 | 예선 탈락 | 예선 탈락 | 예선 탈락 | 예선 탈락 | 예선 탈락 | 예선 탈락 | 예선 탈락 |
| 1982년 | 기권      | 기권      | 기권      | 기권      | 기권      | 기권      | 기권      | 기권      | 기권      |
| 1986년 | 예선 탈락 | 예선 탈락 | 예선 탈락 | 예선 탈락 | 예선 탈락 | 예선 탈락 | 예선 탈락 | 예선 탈락 | 예선 탈락 |
| 1990년 | 예선 탈락 | 예선 탈락 | 예선 탈락 | 예선 탈락 | 예선 탈락 | 예선 탈락 | 예선 탈락 | 예선 탈락 | 예선 탈락 |
| 1994년 | 기권      | 기권      | 기권      | 기권      | 기권      | 기권      | 기권      | 기권      | 기권      |
| 1998년 | 예선 탈락 | 예선 탈락 | 예선 탈락 | 예선 탈락 | 예선 탈락 | 예선 탈락 | 예선 탈락 | 예선 탈락 | 예선 탈락 |
| 2002년 | 예선 탈락 | 예선 탈락 | 예선 탈락 | 예선 탈락 | 예선 탈락 | 예선 탈락 | 예선 탈락 | 예선 탈락 | 예선 탈락 |
| 2006년 | 예선 탈락 | 예선 탈락 | 예선 탈락 | 예선 탈락 | 예선 탈락 | 예선 탈락 | 예선 탈락 | 예선 탈락 | 예선 탈락 |
| 2010년 | 예선 탈락 | 예선 탈락 | 예선 탈락 | 예선 탈락 | 예선 탈락 | 예선 탈락 | 예선 탈락 | 예선 탈락 | 예선 탈락 |
| 2014년 | 예선 탈락 | 예선 탈락 | 예선 탈락 | 예선 탈락 | 예선 탈락 | 예선 탈락 | 예선 탈락 | 예선 탈락 | 예선 탈락 |
| 2018년 | 예선 탈락 | 예선 탈락 | 예선 탈락 | 예선 탈락 | 예선 탈락 | 예선 탈락 | 예선 탈락 | 예선 탈락 | 예선 탈락 |
| 합계   |           |           |           |           |           |           |           |           |           |

### FIFA 월드컵 (예선)
| 1930년 | 독립 이전                                     | 독립 이전                                     | 독립 이전                                     | 독립 이전                                     | 독립 이전                                     | 독립 이전                                     | 독립 이전                                     | 독립 이전                                     | 독립 이전                                     |
| 1934년 | 독립 이전                                     | 독립 이전                                     | 독립 이전                                     | 독립 이전                                     | 독립 이전                                     | 독립 이전                                     | 독립 이전                                     | 독립 이전                                     | 독립 이전                                     |
| 1938년 | 독립 이전                                     | 독립 이전                                     | 독립 이전                                     | 독립 이전                                     | 독립 이전                                     | 독립 이전                                     | 독립 이전                                     | 독립 이전                                     | 독립 이전                                     |
| 1950년 | 독립 이전                                     | 독립 이전                                     | 독립 이전                                     | 독립 이전                                     | 독립 이전                                     | 독립 이전                                     | 독립 이전                                     | 독립 이전                                     | 독립 이전                                     |
| 1954년 | 독립 이전                                     | 독립 이전                                     | 독립 이전                                     | 독립 이전                                     | 독립 이전                                     | 독립 이전                                     | 독립 이전                                     | 독립 이전                                     | 독립 이전                                     |
| 1958년 | 독립 이전                                     | 독립 이전                                     | 독립 이전                                     | 독립 이전                                     | 독립 이전                                     | 독립 이전                                     | 독립 이전                                     | 독립 이전                                     | 독립 이전                                     |
| 1962년 | 독립 이전                                     | 독립 이전                                     | 독립 이전                                     | 독립 이전                                     | 독립 이전                                     | 독립 이전                                     | 독립 이전                                     | 독립 이전                                     | 독립 이전                                     |
| 1966년 | 불참                                          | 불참                                          | 불참                                          | 불참                                          | 불참                                          | 불참                                          | 불참                                          |                                               |                                               |
| 1970년 | 불참                                          | 불참                                          | 불참                                          | 불참                                          | 불참                                          | 불참                                          | 불참                                          |                                               |                                               |
| 1974년 | 불참                                          | 불참                                          | 불참                                          | 불참                                          | 불참                                          | 불참                                          | 불참                                          |                                               |                                               |
| 1978년 | 2                                             | 1                                             | 0                                             | 1                                             | 3                                             | 4                                             | 3                                             |                                               |                                               |
| 1982년 | 기권                                          | 기권                                          | 기권                                          | 기권                                          | 기권                                          | 기권                                          | 기권                                          |                                               |                                               |
| 1986년 | 2                                             | 1                                             | 0                                             | 1                                             | 1                                             | 3                                             | 3                                             |                                               |                                               |
| 1990년 | 2                                             | 1                                             | 0                                             | 1                                             | 2                                             | 3                                             | 3                                             |                                               |                                               |
| 1994년 | 기권                                          | 기권                                          | 기권                                          | 기권                                          | 기권                                          | 기권                                          | 기권                                          |                                               |                                               |
| 1998년 | 2                                             | 0                                             | 0                                             | 2                                             | 1                                             | 5                                             | 0                                             |                                               |                                               |
| 2002년 | 2                                             | 0                                             | 1                                             | 1                                             | 4                                             | 7                                             | 1                                             |                                               |                                               |
| 2006년 | 12                                            | 3                                             | 2                                             | 7                                             | 10                                            | 18                                            | 11                                            |                                               |                                               |
| 2010년 | 6                                             | 3                                             | 1                                             | 2                                             | 8                                             | 9                                             | 10                                            |                                               |                                               |
| 2014년 | 6                                             | 2                                             | 2                                             | 2                                             | 5                                             | 6                                             | 8                                             |                                               |                                               |
| 2018년 | 8                                             | 4                                             | 3                                             | 1                                             | 7                                             | 2                                             | 15                                            |                                               |                                               |
| 합계   | 42                                            | 15                                            | 9                                             | 18                                            | 41                                            | 57                                            | 54                                            |                                               |                                               |
| 순위   | 월드컵 예선 승점 순위 : 118위 (아프리카 25위) | 월드컵 예선 승점 순위 : 118위 (아프리카 25위) | 월드컵 예선 승점 순위 : 118위 (아프리카 25위) | 월드컵 예선 승점 순위 : 118위 (아프리카 25위) | 월드컵 예선 승점 순위 : 118위 (아프리카 25위) | 월드컵 예선 승점 순위 : 118위 (아프리카 25위) | 월드컵 예선 승점 순위 : 118위 (아프리카 25위) | 월드컵 예선 승점 순위 : 118위 (아프리카 25위) | 월드컵 예선 승점 순위 : 118위 (아프리카 25위) |

## 아프리카 네이션스컵(본선)
| 아프리카 네이션스컵 본선 기록 | 아프리카 네이션스컵 본선 기록        | 아프리카 네이션스컵 본선 기록        | 아프리카 네이션스컵 본선 기록        | 아프리카 네이션스컵 본선 기록        | 아프리카 네이션스컵 본선 기록        | 아프리카 네이션스컵 본선 기록        | 아프리카 네이션스컵 본선 기록        | 아프리카 네이션스컵 본선 기록        | 아프리카 네이션스컵 본선 기록        |
| 년도                          | 결과                                 | 순위                                 | 경기                                 | 승                                   | 무                                   | 패                                   | 득점                                 | 실점                                 | 승점                                 |
| ----------------------------- | ------------------------------------ | ------------------------------------ | ------------------------------------ | ------------------------------------ | ------------------------------------ | ------------------------------------ | ------------------------------------ | ------------------------------------ | ------------------------------------ |
| 1957년                        | 독립 이전                            | 독립 이전                            | 독립 이전                            | 독립 이전                            | 독립 이전                            | 독립 이전                            | 독립 이전                            | 독립 이전                            | 독립 이전                            |
| 1959년                        | 독립 이전                            | 독립 이전                            | 독립 이전                            | 독립 이전                            | 독립 이전                            | 독립 이전                            | 독립 이전                            | 독립 이전                            | 독립 이전                            |
| 1962년                        | 4강                                  | 4위                                  | 2                                    | 0                                    | 0                                    | 2                                    | 1                                    | 5                                    | 0                                    |
| 1963년                        | 기권                                 | 기권                                 | 기권                                 | 기권                                 | 기권                                 | 기권                                 | 기권                                 | 기권                                 | 기권                                 |
| 1965년                        | 예선 탈락                            | 예선 탈락                            | 예선 탈락                            | 예선 탈락                            | 예선 탈락                            | 예선 탈락                            | 예선 탈락                            | 예선 탈락                            | 예선 탈락                            |
| 1968년                        | 조별리그                             | 7위                                  | 3                                    | 0                                    | 0                                    | 3                                    | 2                                    | 8                                    | 0                                    |
| 1970년                        | 예선 탈락                            | 예선 탈락                            | 예선 탈락                            | 예선 탈락                            | 예선 탈락                            | 예선 탈락                            | 예선 탈락                            | 예선 탈락                            | 예선 탈락                            |
| 1972년                        | 예선 탈락                            | 예선 탈락                            | 예선 탈락                            | 예선 탈락                            | 예선 탈락                            | 예선 탈락                            | 예선 탈락                            | 예선 탈락                            | 예선 탈락                            |
| 1974년                        | 조별리그                             | 6위                                  | 3                                    | 0                                    | 1                                    | 2                                    | 3                                    | 5                                    | 1                                    |
| 1976년                        | 조별리그                             | 8위                                  | 3                                    | 0                                    | 0                                    | 3                                    | 2                                    | 6                                    | 0                                    |
| 1978년                        | 준우승                               | 2위                                  | 5                                    | 3                                    | 0                                    | 2                                    | 9                                    | 7                                    | 9                                    |
| 1980년                        | 기권                                 | 기권                                 | 기권                                 | 기권                                 | 기권                                 | 기권                                 | 기권                                 | 기권                                 | 기권                                 |
| 1982년                        | 기권                                 | 기권                                 | 기권                                 | 기권                                 | 기권                                 | 기권                                 | 기권                                 | 기권                                 | 기권                                 |
| 1984년                        | 예선 탈락                            | 예선 탈락                            | 예선 탈락                            | 예선 탈락                            | 예선 탈락                            | 예선 탈락                            | 예선 탈락                            | 예선 탈락                            | 예선 탈락                            |
| 1986년                        | 예선 탈락                            | 예선 탈락                            | 예선 탈락                            | 예선 탈락                            | 예선 탈락                            | 예선 탈락                            | 예선 탈락                            | 예선 탈락                            | 예선 탈락                            |
| 1988년                        | 예선 탈락                            | 예선 탈락                            | 예선 탈락                            | 예선 탈락                            | 예선 탈락                            | 예선 탈락                            | 예선 탈락                            | 예선 탈락                            | 예선 탈락                            |
| 1990년                        | 기권                                 | 기권                                 | 기권                                 | 기권                                 | 기권                                 | 기권                                 | 기권                                 | 기권                                 | 기권                                 |
| 1992년                        | 예선 탈락                            | 예선 탈락                            | 예선 탈락                            | 예선 탈락                            | 예선 탈락                            | 예선 탈락                            | 예선 탈락                            | 예선 탈락                            | 예선 탈락                            |
| 1994년                        | 예선 탈락                            | 예선 탈락                            | 예선 탈락                            | 예선 탈락                            | 예선 탈락                            | 예선 탈락                            | 예선 탈락                            | 예선 탈락                            | 예선 탈락                            |
| 1996년                        | 예선 탈락                            | 예선 탈락                            | 예선 탈락                            | 예선 탈락                            | 예선 탈락                            | 예선 탈락                            | 예선 탈락                            | 예선 탈락                            | 예선 탈락                            |
| 1998년                        | 예선 탈락                            | 예선 탈락                            | 예선 탈락                            | 예선 탈락                            | 예선 탈락                            | 예선 탈락                            | 예선 탈락                            | 예선 탈락                            | 예선 탈락                            |
| 2000년                        | 예선 탈락                            | 예선 탈락                            | 예선 탈락                            | 예선 탈락                            | 예선 탈락                            | 예선 탈락                            | 예선 탈락                            | 예선 탈락                            | 예선 탈락                            |
| 2002년                        | 예선 탈락                            | 예선 탈락                            | 예선 탈락                            | 예선 탈락                            | 예선 탈락                            | 예선 탈락                            | 예선 탈락                            | 예선 탈락                            | 예선 탈락                            |
| 2004년                        | 예선 탈락                            | 예선 탈락                            | 예선 탈락                            | 예선 탈락                            | 예선 탈락                            | 예선 탈락                            | 예선 탈락                            | 예선 탈락                            | 예선 탈락                            |
| 2006년                        | 예선 탈락                            | 예선 탈락                            | 예선 탈락                            | 예선 탈락                            | 예선 탈락                            | 예선 탈락                            | 예선 탈락                            | 예선 탈락                            | 예선 탈락                            |
| 2008년                        | 예선 탈락                            | 예선 탈락                            | 예선 탈락                            | 예선 탈락                            | 예선 탈락                            | 예선 탈락                            | 예선 탈락                            | 예선 탈락                            | 예선 탈락                            |
| 2010년                        | 예선 탈락                            | 예선 탈락                            | 예선 탈락                            | 예선 탈락                            | 예선 탈락                            | 예선 탈락                            | 예선 탈락                            | 예선 탈락                            | 예선 탈락                            |
| 2012년                        | 예선 탈락                            | 예선 탈락                            | 예선 탈락                            | 예선 탈락                            | 예선 탈락                            | 예선 탈락                            | 예선 탈락                            | 예선 탈락                            | 예선 탈락                            |
| 2013년                        | 예선 탈락                            | 예선 탈락                            | 예선 탈락                            | 예선 탈락                            | 예선 탈락                            | 예선 탈락                            | 예선 탈락                            | 예선 탈락                            | 예선 탈락                            |
| 2015년                        | 예선 탈락                            | 예선 탈락                            | 예선 탈락                            | 예선 탈락                            | 예선 탈락                            | 예선 탈락                            | 예선 탈락                            | 예선 탈락                            | 예선 탈락                            |
| 2017년                        | 조별리그                             | 13위                                 | 3                                    | 0                                    | 1                                    | 2                                    | 1                                    | 3                                    | 1                                    |
| 2019년                        | 16강                                 | 15위                                 | 4                                    | 1                                    | 1                                    | 2                                    | 3                                    | 4                                    | 4                                    |
| 2021년                        | 예선 탈락                            | 예선 탈락                            | 예선 탈락                            | 예선 탈락                            | 예선 탈락                            | 예선 탈락                            | 예선 탈락                            | 예선 탈락                            | 예선 탈락                            |
| 총계                          | 6회 진출(6/30)                       | 준우승(1회)                          | 23                                   | 4                                    | 3                                    | 16                                   | 21                                   | 38                                   | 15                                   |
| 순위                          | 아프리카 네이션스컵 역대 순위 : 24위 | 아프리카 네이션스컵 역대 순위 : 24위 | 아프리카 네이션스컵 역대 순위 : 24위 | 아프리카 네이션스컵 역대 순위 : 24위 | 아프리카 네이션스컵 역대 순위 : 24위 | 아프리카 네이션스컵 역대 순위 : 24위 | 아프리카 네이션스컵 역대 순위 : 24위 | 아프리카 네이션스컵 역대 순위 : 24위 | 아프리카 네이션스컵 역대 순위 : 24위 |

### 아프리카 네이션스컵(예선)
| 아프리카 네이션스컵 예선 기록 | 아프리카 네이션스컵 예선 기록 | 아프리카 네이션스컵 예선 기록 | 아프리카 네이션스컵 예선 기록 | 아프리카 네이션스컵 예선 기록 | 아프리카 네이션스컵 예선 기록 | 아프리카 네이션스컵 예선 기록 | 아프리카 네이션스컵 예선 기록 |
| 년도                          | 경기                          | 승                            | 무*                           | 패                            | 득점                          | 실점                          | 승점                          |
| ----------------------------- | ----------------------------- | ----------------------------- | ----------------------------- | ----------------------------- | ----------------------------- | ----------------------------- | ----------------------------- |
| 1957년                        | 독립 이전                     | 독립 이전                     | 독립 이전                     | 독립 이전                     | 독립 이전                     | 독립 이전                     | 독립 이전                     |
| 1959년                        | 독립 이전                     | 독립 이전                     | 독립 이전                     | 독립 이전                     | 독립 이전                     | 독립 이전                     | 독립 이전                     |
| 1962년                        | 3                             | 2                             | 0                             | 1                             | 3                             | 1                             | 6                             |
| 1963년                        | 기권                          | 기권                          | 기권                          | 기권                          | 기권                          | 기권                          | 기권                          |
| 1965년                        | 4                             | 0                             | 0                             | 4                             | 3                             | 11                            | 0                             |
| 1968년                        | 3                             | 1                             | 1                             | 1                             | 5                             | 5                             | 4                             |
| 1970년                        | 2                             | 0                             | 1                             | 1                             | 1                             | 3                             | 1                             |
| 1972년                        | 2                             | 0                             | 0                             | 2                             | 1                             | 5                             | 0                             |
| 1974년                        | 4                             | 3                             | 1                             | 0                             | 6                             | 3                             | 10                            |
| 1976년                        | 4                             | 2                             | 1                             | 1                             | 9                             | 3                             | 7                             |
| 1978년                        | 2                             | 1                             | 1                             | 0                             | 2                             | 1                             | 4                             |
| 1980년                        | 기권                          | 기권                          | 기권                          | 기권                          | 기권                          | 기권                          | 기권                          |
| 1982년                        | 기권                          | 기권                          | 기권                          | 기권                          | 기권                          | 기권                          | 기권                          |
| 1984년                        | 4                             | 2                             | 1                             | 1                             | 6                             | 5                             | 7                             |
| 1986년                        | 2                             | 1                             | 0                             | 1                             | 2                             | 3                             | 3                             |
| 1988년                        | 2                             | 1                             | 0                             | 1                             | 4                             | 6                             | 3                             |
| 1990년                        | 기권                          | 기권                          | 기권                          | 기권                          | 기권                          | 기권                          | 기권                          |
| 1992년                        | 6                             | 2                             | 2                             | 2                             | 6                             | 6                             | 8                             |
| 1994년                        | 6                             | 2                             | 3                             | 1                             | 7                             | 6                             | 9                             |
| 1996년                        | 10                            | 3                             | 4                             | 3                             | 11                            | 16                            | 13                            |
| 1998년                        | 2                             | 0                             | 2                             | 0                             | 2                             | 2                             | 2                             |
| 2000년                        | 8                             | 3                             | 1                             | 4                             | 8                             | 13                            | 10                            |
| 2002년                        | 6                             | 2                             | 1                             | 3                             | 6                             | 12                            | 7                             |
| 2004년                        | 4                             | 1                             | 2                             | 1                             | 2                             | 2                             | 5                             |
| 2006년                        | 12                            | 3                             | 2                             | 7                             | 10                            | 18                            | 11                            |
| 2008년                        | 6                             | 3                             | 2                             | 1                             | 8                             | 3                             | 11                            |
| 2010년                        | 6                             | 3                             | 1                             | 2                             | 8                             | 9                             | 10                            |
| 2012년                        | 6                             | 3                             | 2                             | 1                             | 6                             | 2                             | 11                            |
| 2013년                        | 2                             | 1                             | 0                             | 1                             | 1                             | 1                             | 3                             |
| 2015년                        | 10                            | 5                             | 1                             | 4                             | 9                             | 7                             | 16                            |
| 2017년                        | 6                             | 4                             | 1                             | 1                             | 6                             | 2                             | 13                            |
| 2019년                        | 6                             | 4                             | 1                             | 1                             | 7                             | 3                             | 13                            |
| 2021년                        | 6                             | 2                             | 2                             | 2                             | 3                             | 2                             | 8                             |
| 합계                          | 134                           | 54                            | 33                            | 47                            | 142                           | 150                           | 195                           |

## 주요 선수
- 데니스 오냥고
- 마이클 아지라
- 하산 와스와
- 니컬러스 와다다
- 조지프 오차야
- 칼리드 아우초
- 루와가 키지초
- 이매뉴얼 오퀴
- 무루시드 주코
- 아이잭 물레메
- 티머시 아와니
- 로버트 오동카라
- 고프리 왈루심비
- 데니스 이구마
- 파루크 미야
- 무자미르 무티아바